# Pachycondyla flavipes
Pachycondyla flavipes is een mierensoort uit de onderfamilie van de Ponerinae. De wetenschappelijke naam van de soort is voor het eerst geldig gepubliceerd in 2007 door Yamane.